# Snellenita
Snellenita is een geslacht van vlinders van de familie tandvlinders (Notodontidae).

## Soorten
- S. divaricata Gaede, 1930
- S. diversa Hampson, 1911